# Арчидиаконоу, Райан
Райан Карран Арчидиаконоу (англ. Ryan Curran Arcidiacono; родился 26 марта 1994, Филадельфия, Пенсильвания, США) — американский баскетболист, выступающий в Джи-Лиге НБА за команду «Винди-Сити Буллз». Чемпион Национальной ассоциации студенческого спорта (NCAA) сезона 2015/2016 годов в составе команды «Вилланова Уайлдкэтс», в котором был признан самым выдающимся игроком этого баскетбольного турнира. Играет в амплуа разыгрывающего и атакующего защитника.

## Ранние годы
Райан Арчидиаконоу родился 26 марта 1994 года в городе Филадельфия (штат Пенсильвания) в многодетной семье Джо и Пэтти Арчидиаконоу. Он был четвёртым из шести детей пары, у него есть две старших сестры и брат, Сабрина, Николь и Майкл, а также младшие близнецы, Кристофер и Кортни. Райан посещал государственную школу Нешамини, находящуюся в боро Лэнгхорн (округ Бакс, штат Пенсильвания), в которой играл за местную баскетбольную команду под руководством Джерри Девайна. По окончании школьной карьеры стал лучшим бомбардиром команды и это при том, что он пропустил весь выпускной сезон, так как перенёс операцию по удалению грыжи межпозвоночного диска, набрав в итоге коллекцию из 1498 очков, 449 подборов, 378 передач, 178 перехватов и реализовав 160 трёхочковых бросков, а спортивный телеканал ESPNU включил его число 50 лучших выпускников страны.

## Студенческая карьера
В 2012 году Райан поступил в Университет Вилланова, где защищал цвета баскетбольной команды «Вилланова Уайлдкэтс», в которой провёл успешную карьеру под руководством известного тренера Джея Райта, набрав в 144 матчах 1604 очка (11,1 в среднем за игру), 333 подбора (2,3), 535 передач (3,7) и 169 перехватов (1,2). При Арчидиаконоу «Дикие коты» три раза выигрывали регулярный чемпионат (2014—2016) и один раз турнир конференции Big East (2015), а также все четыре года выходили в плей-офф студенческого чемпионата США (2013—2016).
Студенческую карьеру Арчидиаконоу начал с не до конца залеченной травмой спины и уже в своём втором матче против команды «Маршалл Тандеринг Херд» стал первым новичком «Уайлдкэтс» после Скотти Рейнолдса, набравшим как минимум 25 очков. В течение дебютного сезона четыре раза признавался новичком недели конференции Big East: 19 ноября, 31 декабря, 7 января и 3 марта. По итогам сезона Райан был признан новичком года Philadelphia Big 5 и был включён в сборную новичков конференции Big East. Второй сезон в NCAA оказался для него самым неудачным, потому что по его итогам вместе со своим товарищем по «Уайлдкэтс» Дарраном Хиллиардом он попал лишь во вторую сборную всех звёзд Philadelphia Big 5. После завершения сезона 2014/2015 годов Арчидиаконоу вместе с Крисом Данном из «Провиденс Фрайерс» выбрали игроком года конференции Big East, чем был крайне шокирован. Кроме этого он был включён в первую сборную всех звёзд конференции Big East, а также в первую сборную всех звёзд Philadelphia Big 5.
В 2016 году «Вилланова Уайлдкэтс» выиграли чемпионский титул Национальной ассоциации студенческого спорта (NCAA), а Райана Арчидиаконоу признали самым выдающимся игроком этого баскетбольного турнира. 26 марта «Уайлдкэтс» вышли в финал четырёх турнира NCAA (англ. Final Four), где сначала в полуфинале, 2 апреля, очень легко обыграли команду Бадди Хилда и Райана Спэнглера «Оклахома Сунерс» со счётом 95—51, в котором Райан стал третьим по результативности игроком своей команды, набрав 15 очков, а после этого в финальном матче, 4 апреля, в упорной борьбе переиграли команду Маркуса Пейджа и Брайса Джонсона «Северная Каролина Тар Хилз» со счётом 77—74, в нём Арчидиаконоу стал вторым по результативности игроком своей команды, набрав 16 очков. Помимо этого по окончании регулярного сезона он был включён во вторую сборную всех звёзд конференции Big East. Также вошёл в число финалистов Оскар Робертсон Трофи, попал в расширенный список номинантов на приз Джеймса Нейсмита и был назван одним из десяти финалистов награды лучшему выпускнику года.

## Профессиональная карьера

### Остин Спёрс (2016—2017)
На драфте НБА 2016 года Арчидиаконоу не был выбран ни одной из команд, однако вскоре принял участие в летней лиге НБА в составе клуба «Сан-Антонио Спёрс», а 14 июля менеджмент «Шпор» подписал с ним контракт. 22 октября после участия в трех предсезонных играх игрок был отчислен. Семь дней спустя он перешел в клуб Джи-Лиги НБА «Остин Сперс».
На сезон 2017/18 Арчидиаконоу первоначально подписал контракт с итальянской командой «Ювеказерта Баскет». Однако 14 июля 2017 года было объявлено, что «Ювеказерта» не будет принята в Серию А в результате проверки комиссии по контролю за финансовой отчетностью клубов. В результате Арчидиаконоу  аннулировал контракт с итальянским клубом.

### Чикаго Буллз (2017—2021)
25 июля 2017 года Арчидиаконоу подписал двусторонний контракт с командой «Чикаго Буллз», за которую он выступал в Летней лиге НБА 2017 года в Лас-Вегасе. В результате в течение сезона Арчидиаконоу будет проводить время между «Чикаго» и их филиалом в Джи-Лиге - «Винди-Сити Буллз», причем большую часть времени Арчидиаконоу будет проводить в «Винди-Сити». Он также стал первым игроком в истории франшизы, подписавшим двусторонний контракт. После редких игр в составе «Чикаго» Арчидиаконоу набирал в среднем 13,8 очка, 5 подборов и 8,6 передачи за игру в «Винди-Сити». В Летней лиге НБА 2018 года в составе «Чикаго» он набирал 7,2 очка, делал 4,2 подбора и 4 передачи за игру.
31 июля 2018 года Арчидиаконоу подписал стандартный контракт с «Буллз». 18 октября он набрал 8 очков, 4 подбора и сделал максимальные в карьере 8 передач в дебютном матче сезона против «Филадельфии Севенти Сиксерс». В начале сезона, когда три игрока стартового состава были травмированы, Арчидиаконоу начал получать больше игрового времени. 26 ноября 2018 года Арчидиаконоу набрал максимальные в карьере 22 очка, сделал четыре подбора, две передачи и два перехвата в матче против «Сан-Антонио Спёрс».
2 июля 2019 года Арчидиаконоу подписал трехлетний контракт с «Буллз».

### Мэн Селтикс (2021—2022)
28 сентября 2021 года Арчидиаконоу подписал контракт с «Бостон Селтикс». Однако 16 октября он был отчислен. 23 октября Арчидиаконоу подписал контракт с «Мэн Селтикс» в качестве игрока филиала. 6 января 2022 года Арчидиаконоу подписал 10-дневный контракт с «Нью-Йорк Никс». 13 января, не приняв участия в играх, Арчидиаконоу был отчислен «Никс». 19 января Арчидиаконоу подписал стандартный 10-дневный контракт с командой, но больше за нее не играл. 31 января 2022 года Арчидиаконоу был вновь приобретен «Мэн Селтикс».

### Нью-Йорк Никс (2022—2023)
13 февраля Арчидиаконоу был подписан с командой «Нью-Йорк Никс» до конца сезона 2021/22.
17 сентября 2022 года Арчидиаконоу переподписал контракт с «Никс».

### Портленд Трэйл Блэйзерс (2023)
9 февраля 2023 года «Никс» достигли соглашения об обмене Арчидиаконоу, Святослава Михайлюка, Кэма Реддиша и драфт-пика в «Портленд Трэйл Блэйзерс» на Джоша Харта, бывшего товарища Арчидиаконоу по университетской команде. Сделка была завершена в рамках обмена четырех команд с участием «Шарлотт Хорнетс» и «Филадельфии Севенти Сиксерс»: «Хорнетс» получили Михайлюка, «Сиксерс» - Джалена МакДэниелса, «Никс» - Харта, а «Трэйл Блэйзерс» - Арчидиаконоу, Реддиша и Матисса Тайбулла. 1 апреля Арчидиаконоу был отчислен «Трэйл Блэйзерс».

### Нью-Йорк Никс (2023—2024)
15 сентября 2023 года Арчидиаконоу подписал контракт с «Нью-Йорк Никс».
Во время своего второго пребывания в составе «Никс» Арчидиаконоу установил рекорд НБА по количеству игр подряд, в которых он не набрал ни одного очка, не забив в 20 матчах подряд.
8 февраля 2024 года Арчидиаконоу, Малакай Флинн, Эван Фурнье, Квентин Граймс и два выбора второго раунда драфта были обменяны в «Детройт Пистонс» на Бояна Богдановича и Алека Бёркса. Через два дня он был отчислен.

### Винди-Сити Буллз (2024—настоящее время)
23 февраля 2024 года Арчидиаконоу присоединился к «Винди-Сити Буллз».

## Статистика

### Статистика в НБА
| Сезон                                                                                    | Команда  | Регулярный сезон | Регулярный сезон | Регулярный сезон | Регулярный сезон | Регулярный сезон | Регулярный сезон | Регулярный сезон | Регулярный сезон | Регулярный сезон | Регулярный сезон | Регулярный сезон | Серия плей-офф | Серия плей-офф | Серия плей-офф | Серия плей-офф | Серия плей-офф | Серия плей-офф | Серия плей-офф | Серия плей-офф | Серия плей-офф | Серия плей-офф | Серия плей-офф |
| Сезон                                                                                    | Команда  | GP               | GS               | MPG              | FG%              | 3P%              | FT%              | RPG              | APG              | SPG              | BPG              | PPG              | GP             | GS             | MPG            | FG%            | 3P%            | FT%            | RPG            | APG            | SPG            | BPG            | PPG            |
| ---------------------------------------------------------------------------------------- | -------- | ---------------- | ---------------- | ---------------- | ---------------- | ---------------- | ---------------- | ---------------- | ---------------- | ---------------- | ---------------- | ---------------- | -------------- | -------------- | -------------- | -------------- | -------------- | -------------- | -------------- | -------------- | -------------- | -------------- | -------------- |
| 2017/18                                                                                  | Чикаго   | 24               | 0                | 12,7             | 41,5             | 29,0             | 83,3             | 1,0              | 1,5              | 0,5              | 0,0              | 2,0              | Не участвовал  | Не участвовал  | Не участвовал  | Не участвовал  | Не участвовал  | Не участвовал  | Не участвовал  | Не участвовал  | Не участвовал  | Не участвовал  | Не участвовал  |
| 2018/19                                                                                  | Чикаго   | 81               | 32               | 24,2             | 44,7             | 37,3             | 87,3             | 2,7              | 3,3              | 0,8              | 0,0              | 6,7              | Не участвовал  | Не участвовал  | Не участвовал  | Не участвовал  | Не участвовал  | Не участвовал  | Не участвовал  | Не участвовал  | Не участвовал  | Не участвовал  | Не участвовал  |
| 2019/20                                                                                  | Чикаго   | 58               | 4                | 16,0             | 40,9             | 39,1             | 71,1             | 1,9              | 1,7              | 0,5              | 0,1              | 4,5              | Не участвовал  | Не участвовал  | Не участвовал  | Не участвовал  | Не участвовал  | Не участвовал  | Не участвовал  | Не участвовал  | Не участвовал  | Не участвовал  | Не участвовал  |
| 2020/21                                                                                  | Чикаго   | 44               | 0                | 10,2             | 41,9             | 37,3             | 65,0             | 1,5              | 1,3              | 0,2              | 0,0              | 3,1              | Не участвовал  | Не участвовал  | Не участвовал  | Не участвовал  | Не участвовал  | Не участвовал  | Не участвовал  | Не участвовал  | Не участвовал  | Не участвовал  | Не участвовал  |
| 2021/22                                                                                  | Нью-Йорк | 10               | 0                | 7,6              | 50,0             | 44,4             | -                | 0,8              | 0,4              | 0,1              | 0,0              | 1,6              | Не участвовал  | Не участвовал  | Не участвовал  | Не участвовал  | Не участвовал  | Не участвовал  | Не участвовал  | Не участвовал  | Не участвовал  | Не участвовал  | Не участвовал  |
| 2022/23                                                                                  | Нью-Йорк | 11               | 0                | 2,4              | 20,0             | 33,3             | -                | 0,4              | 0,2              | 0,2              | 0,0              | 0,3              | Не участвовал  | Не участвовал  | Не участвовал  | Не участвовал  | Не участвовал  | Не участвовал  | Не участвовал  | Не участвовал  | Не участвовал  | Не участвовал  | Не участвовал  |
| 2022/23                                                                                  | Портленд | 9                | 4                | 16,2             | 25,0             | 35,0             | -                | 1,2              | 2,3              | 0,3              | 0,0              | 2,6              | Не участвовал  | Не участвовал  | Не участвовал  | Не участвовал  | Не участвовал  | Не участвовал  | Не участвовал  | Не участвовал  | Не участвовал  | Не участвовал  | Не участвовал  |
| 2023/24                                                                                  | Нью-Йорк | 20               | 0                | 2,3              | 0,0              | 0,0              | -                | 0,4              | 0,2              | 0,1              | 0,0              | 0,0              | Не участвовал  | Не участвовал  | Не участвовал  | Не участвовал  | Не участвовал  | Не участвовал  | Не участвовал  | Не участвовал  | Не участвовал  | Не участвовал  | Не участвовал  |
|                                                                                          | Всего    | 257              | 40               | 15,3             | 42,1             | 36,9             | 80,7             | 1,8              | 1,9              | 0,5              | 0,0              | 4,0              | Не участвовал  | Не участвовал  | Не участвовал  | Не участвовал  | Не участвовал  | Не участвовал  | Не участвовал  | Не участвовал  | Не участвовал  | Не участвовал  | Не участвовал  |
| Наведите курсор мыши на аббревиатуры в заголовке таблицы, чтобы прочесть их расшифровку. |          |                  |                  |                  |                  |                  |                  |                  |                  |                  |                  |                  |                |                |                |                |                |                |                |                |                |                |                |

### Статистика в Джи-Лиге
| Сезон                                                                                    | Команда          | Регулярный сезон | Регулярный сезон | Регулярный сезон | Регулярный сезон | Регулярный сезон | Регулярный сезон | Регулярный сезон | Регулярный сезон | Регулярный сезон | Регулярный сезон | Регулярный сезон | Серия плей-офф | Серия плей-офф | Серия плей-офф | Серия плей-офф | Серия плей-офф | Серия плей-офф | Серия плей-офф | Серия плей-офф | Серия плей-офф | Серия плей-офф | Серия плей-офф |
| Сезон                                                                                    | Команда          | GP               | GS               | MPG              | FG%              | 3P%              | FT%              | RPG              | APG              | SPG              | BPG              | PPG              | GP             | GS             | MPG            | FG%            | 3P%            | FT%            | RPG            | APG            | SPG            | BPG            | PPG            |
| ---------------------------------------------------------------------------------------- | ---------------- | ---------------- | ---------------- | ---------------- | ---------------- | ---------------- | ---------------- | ---------------- | ---------------- | ---------------- | ---------------- | ---------------- | -------------- | -------------- | -------------- | -------------- | -------------- | -------------- | -------------- | -------------- | -------------- | -------------- | -------------- |
| 2016/17                                                                                  | Остин Спёрс      | 47               | 34               | 27,5             | 47,2             | 42,1             | 81,4             | 3,7              | 3,8              | 0,9              | 0,1              | 6,5              | Не участвовал  | Не участвовал  | Не участвовал  | Не участвовал  | Не участвовал  | Не участвовал  | Не участвовал  | Не участвовал  | Не участвовал  | Не участвовал  | Не участвовал  |
| 2017/18                                                                                  | Винди-Сити Буллз | 37               | 37               | 39,6             | 45,6             | 44,6             | 83,3             | 5,0              | 8,5              | 1,7              | 0,2              | 13,9             | Не участвовал  | Не участвовал  | Не участвовал  | Не участвовал  | Не участвовал  | Не участвовал  | Не участвовал  | Не участвовал  | Не участвовал  | Не участвовал  | Не участвовал  |
| 2021/22                                                                                  | Мэн Селтикс      | 8                | 6                | 28,5             | 47,6             | 36,7             | 72,2             | 4,6              | 6,9              | 1,4              | 0,0              | 11,0             | Не участвовал  | Не участвовал  | Не участвовал  | Не участвовал  | Не участвовал  | Не участвовал  | Не участвовал  | Не участвовал  | Не участвовал  | Не участвовал  | Не участвовал  |
| 2023/24                                                                                  | Винди-Сити Буллз | 11               | 10               | 30,4             | 41,8             | 30,2             | 82,4             | 3,0              | 5,4              | 1,9              | 0,3              | 11,5             | Не участвовал  | Не участвовал  | Не участвовал  | Не участвовал  | Не участвовал  | Не участвовал  | Не участвовал  | Не участвовал  | Не участвовал  | Не участвовал  | Не участвовал  |
|                                                                                          | Всего            | 103              | 87               | 32,2             | 45,7             | 40,7             | 81,8             | 4,2              | 5,9              | 1,3              | 0,1              | 10,0             | Не участвовал  | Не участвовал  | Не участвовал  | Не участвовал  | Не участвовал  | Не участвовал  | Не участвовал  | Не участвовал  | Не участвовал  | Не участвовал  | Не участвовал  |
| Наведите курсор мыши на аббревиатуры в заголовке таблицы, чтобы прочесть их расшифровку. |                  |                  |                  |                  |                  |                  |                  |                  |                  |                  |                  |                  |                |                |                |                |                |                |                |                |                |                |                |

### Статистика в NCAA
| Сезон | Команда   | Conf     | Class | GP  | GS  | MPG  | FG%  | 3P%  | FT%  | RPG | APG | SPG | BPG | PPG  |
| --- | --------- | -------- | ----- | --- | --- | ---- | ---- | ---- | ---- | --- | --- | --- | --- | ---- |
| 2012/13 | Вилланова | Big East | FR    | 34  | 34  | 34,0 | 34,3 | 32,7 | 82,4 | 2,1 | 3,5 | 1,1 | 0,0 | 11,9 |
| 2013/14 | Вилланова | Big East | SO    | 34  | 33  | 31,1 | 39,5 | 34,5 | 70,3 | 2,4 | 3,5 | 1,1 | 0,0 | 9,9  |
| 2014/15 | Вилланова | Big East | JR    | 36  | 36  | 30,4 | 39,4 | 37,2 | 81,3 | 1,7 | 3,6 | 1,1 | 0,1 | 10,1 |
| 2015/16 | Вилланова | Big East | SR    | 40  | 39  | 32,1 | 44,5 | 39,4 | 83,6 | 2,9 | 4,2 | 1,4 | 0,0 | 12,5 |
| Всего | Всего     | Всего    | Всего | 144 | 142 | 31,9 | 39,7 | 35,8 | 80,0 | 2,3 | 3,7 | 1,2 | 0,0 | 11,1 |
| Наведите курсор мыши на аббревиатуры в заголовке таблицы, чтобы прочесть их расшифровку Статистика приведена с сайта sports-reference.com |           |          |       |     |     |      |      |      |      |     |     |     |     |      |